# Bitwa pod Brodnicą (1920)
Bitwa pod Brodnicą – starcie zbrojne, stoczone 18 sierpnia 1920 roku pomiędzy oddziałami polskimi pod dowództwem płk. Jarosława Aleksandrowicza de Witolda i rtm. Ignacego Mielżyńskiego, a wojskami bolszewickimi z 12 Dywizji Strzelców pod dowództwem Andrieja Rewy, wspartymi przez oficerów niemieckich.

## Geneza

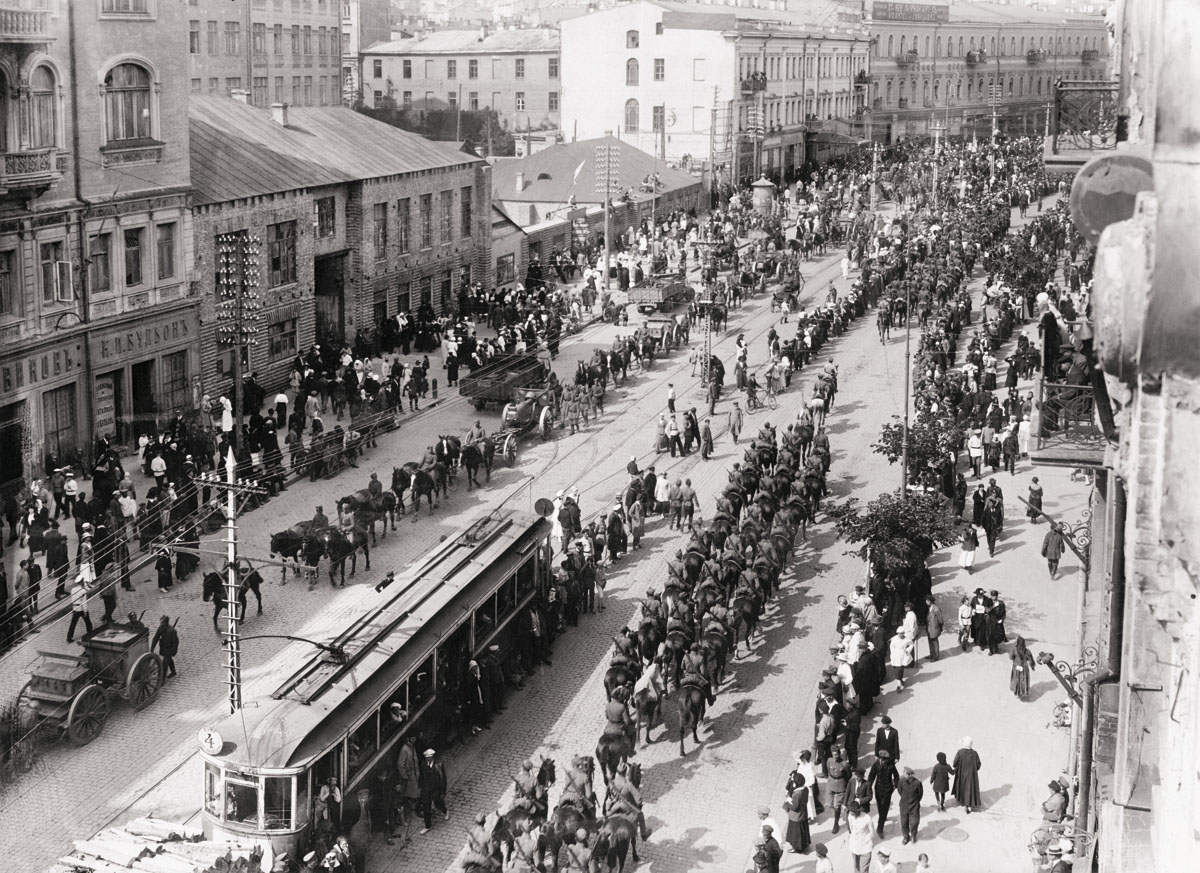
Polskie wojska wkraczają do Kijowa

Po wyprawie kijowskiej Wojska Polskiego i armii URL wiosną 1920 i rozpoczęciu kontrofensywy Armii Czerwonej (14 maja 1920 roku na Białorusi, a wkrótce potem na Ukrainie), 13 czerwca armie polskie opuściły Kijów. 4 lipca grupa armii Michaiła Tuchaczewskiego w sile 4, 15, 3 i 16 Armii uderzyły na froncie północnym, aby jak najkrótszą drogą zająć Warszawę. W wyniku uderzenia bolszewików wojska polskie w ciągu 25 dni wycofały się o ponad 450 km. 15 lipca 1920 bolszewicy zajmują Wilno, 20 lipca Grodno, a 26 lipca Białystok. W  wyniku ofensywy ciężar uderzenia sił bolszewickich przesunął się z centrum na północ, zagrażając połączeniu Gdańska i Pomorza z resztą Polski.
24 lipca Wolne Miasto Gdańsk zabroniło na swoim obszarze przeładunku broni i amunicji dla walczącej Polski. Tego samego dnia podobnie uczyniły Republika Weimarska, Czechosłowacja i Austria. Sytuacja militarna Polski stała się katastrofalna.

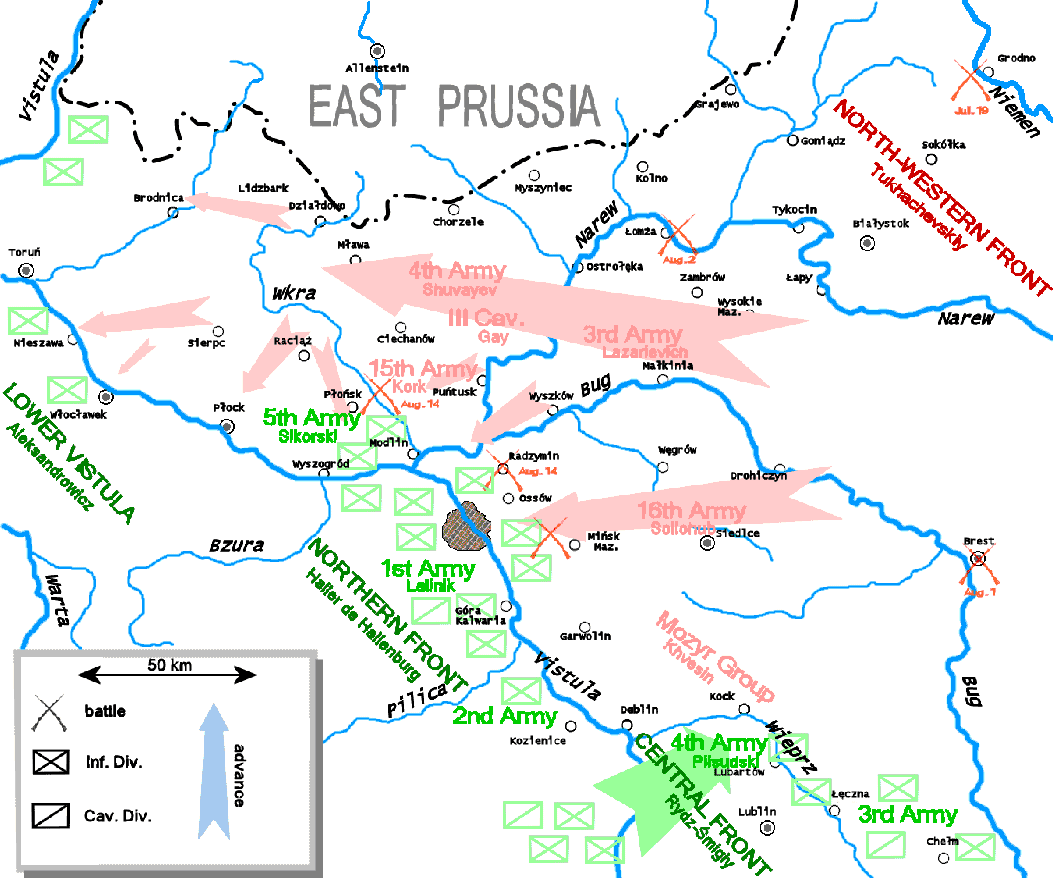
Kierunek natarcia 4 Armii na Pomorze

13 sierpnia rozpoczęła się Bitwa Warszawska. Na lewym skrzydle frontu polskiego sytuacja układała się niepomyślnie. 4 Armia Siergiejewa i 3 Korpus Kawalerii Gaja, kierowały się na Brodnicę, Płock i Włocławek, a w rejonie Nieszawy ten ostatni rozpoczął nawet forsowanie Wisły.
12-13 sierpnia 1920 jedyne większe zgrupowanie na północnym skraju polskiego frontu - Grupa „Działdowo” poniosła porażkę w walkach o to miasto. Po doznanych porażkach przemęczone i zdemoralizowane resztki grupy znalazły się w Lubawie i Nowym Mieście Lubawskim, a dowództwo grupy w Jabłonowie. 14 sierpnia 1920 bez walk zajęty został Lidzbark, co stworzyło już bezpośrednie zagrożenie dla 7-tysięcznej wówczas Brodnicy. Ponieważ Dowództwo Okręgu Generalnego „Pomorze” nie dysponowało w tym rejonie żadnymi rezerwami, nakazało zorganizowanie obrony miasta dowódcy Grupy „Działdowo” płk. Habichowi, który skierował doń wszystkie siły swojej grupy, czyli 400-600 żołnierzy.
Trwożne wieści z frontu oraz brak większej liczby regularnego i bitnego wojska zmobilizowały ludność Brodnicy do stworzenia Straży Obywatelskiej. W powiecie brodnickim komendantem powiatowym mianowano Pawła Michnowskiego, a komendantem miejskim Jana Słoszewskiego. W samej Brodnicy siły pospolitego ruszenia liczyły 4 kompanie. Broni i amunicji było pod dostatkiem. Jedynym mankamentem obrońców były stare japońskie karabiny (prawdopodobnie mowa o karabinach Arisaka Typ 38). Straż Obywatelska rozpoczęła intensywne ćwiczenia strzeleckie.
Sytuacja nie napawała jednak optymizmem ponieważ przez miasto przelewały się tabory z uciekinierami z zajętych już przez bolszewików wschodnich ziem Polski, potęgujące panikę wśród i tak już zdemoralizowanego polskiego wojska. 
Żołnierzowi polskiemu brakowało nie tyle woli walki, ile możliwości jej prowadzenia.

## Zdobycie Brodnicy przez bolszewików
15 sierpnia o godzinie 13:00 rozległa się syrena alarmowa w mieście, po której nastąpił wymarsz sił polskich w kierunku wsi Szczuki, w kierunku nacierających na miasto wojsk bolszewickich. W tym czasie trwał ostrzał artyleryjski dział rosyjskich w kierunku dworca PKP.
Według Sylwestra Bizana w bitwie o Brodnicę dnia 15 sierpnia siły polskie były rozlokowanie w następujący sposób: na polach przed rzeźnią ku środkowi (prawe skrzydło) znajdowały się w sile dwóch kompanii wojska z dwoma karabinami maszynowymi, w środku były dwie kompanie Straży Obywatelskiej z Brodnicy i Michałowa. Lewego skrzydła broniła kompania Straży Obywatelskiej z Górzna. W istocie jednak siły polskie były większe, do miasta dotarła koleją m.in. 6 bateria 16 pułku artylerii polowej.

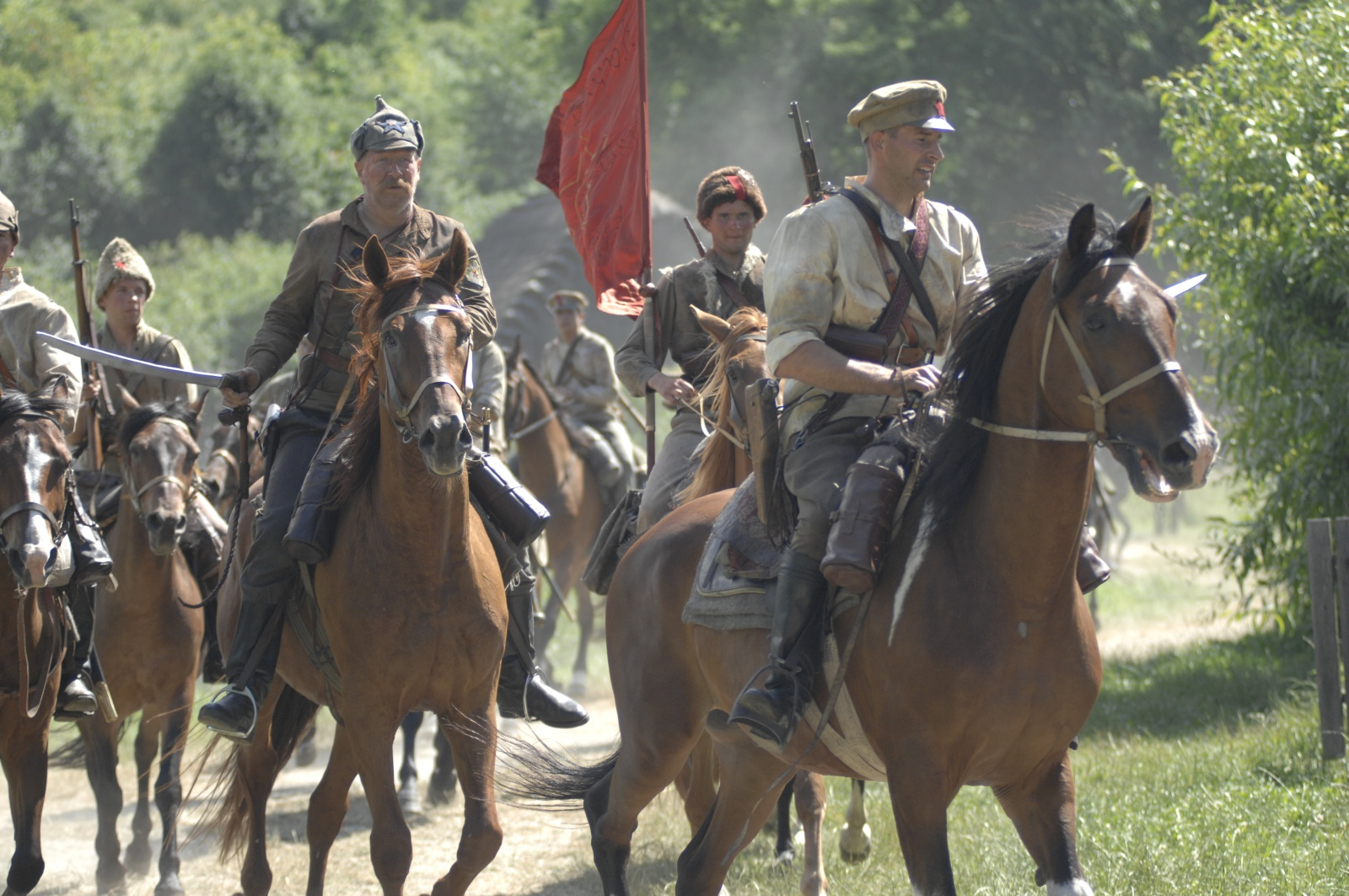
Kawaleria bolszewicka (kadr z filmu 1920 Bitwa warszawska)

Bolszewicy wykorzystując zbytnie wysunięcie polskich linii obronnych od granic Brodnicy około godziny 14:00 bez większych przeszkód zaczęli przeprawiać się na drugi brzeg Drwęcy od strony rzeźni i z kierunku Michałowa przy pomocy pozostawionych tam bez opieki łodzi gimnazjalnego klubu wioślarskiego. Pierwszy do Brodnicy wkroczył mały oddział zwiadowczy kozaków, a za nim od strony ul. Ogrodowej i przez most bolszewiccy piechurzy. W rezultacie zarządzono odwrót wszystkich sił polskich w kierunku Jabłonowa Pomorskiego. O godzinie 18:00 opuścił Brodnicę improwizowany pociąg wywiadowczy „Wilczek” i pociąg pancerny Nr 8 „Wilk”, który odjechał do Jabłonowa Pomorskiego, natomiast „Wilczek” stanął w Najmowie.
Straż Obywatelska z Brodnicy, Michałowa i Górzna bez oznak paniki, czego nie można było powiedzieć o polskich żołnierzach z grupy płk. Habicha stacjonujących w mieście w chwili ataku, wycofała się na linie okopów na wysokości Tivoli. Były one obsadzone licznie przez niedobitki polskiego wojska, policji i straży granicznej. Jednak zgromadzone tam wcześniej zdemoralizowane siły nie były w stanie kontratakować, przypieczętowując tym samym klęskę z dnia 15 sierpnia, w której wydatny udział miał także płk. Habich i jego niefortunne rozkazy.
Około godziny 19:00 miasto w większości znajdowało się już rękach oddziałów bolszewickiej 12 Dywizji Strzelców, której siły w Brodnicy szacowano na 4 tys. osób. Strzelanina trwała jednak jeszcze przez całą noc, ponieważ pojedyncze polskie grupy próbowały odbić miasto.
Podczas działań wojennych z dnia 15 sierpnia obrońcy Brodnicy stracili 4 żołnierzy, a 8 odniosło rany. Dwóch Polaków zabili mieszkający w Podgórzu Niemcy. Straty bolszewickie to 8 żołnierzy zabitych i 15 rannych.

## Okupacja Brodnicy (15-18 sierpnia 1920)
Na podstawie rozkazu nr 1 komendanta miasta Belejewa z dnia 16 sierpnia biuro komendantury ulokowano w Hotelu „Rzymskim” przy ulicy Wilhelmowskiej 12 (obecnie ul. Hallera), m.in. dozwolono na ruch uliczny do godziny 22:00, zakazano wszelkich rewizji domowych i rekwizycji bez rozkazu komendanta miasta, nakazano także zdanie przez mieszkańców Brodnicy broni ręcznej i palnej, zobowiązano także do rejestracji żołnierzy polskich i dawnych oficerów carskich oraz wprowadzono rubla jako walutę obowiązującą.

We wtorek 17 sierpnia bolszewicy zorganizowali zebranie ludowe w Strzelnicy (ul. Przykop), na którym mowę wygłosił dowódca 12. Dywizji Strzelców komendant Rewa. Przemowę bolszewickiego oficera tłumaczył na język niemiecki Winderlich, żyd z Radomia. Rewa do zebranych zwrócił się słowami: 

Obywatele! 12 dywizja, która zajęła i oswobodziła Brodnicę, pozdrawia Was. (...) Wielki rozlew krwi, przelanej w tym roku, doprowadzi do tego, że osiągniemy swój cel: czerwona armia oswobodzi robotników i robotnicy nie spoczną wpierw, dopóki wytknięty cel - oswobodzenie świata - nie zostanie osiągnięty. (...) Arystokracja musi upaść i padnie z pewnością. Chociażby się nam przeciwstawiała Francja, Anglia i Ameryka (...). Wy wszyscy pośpieszcie nam z pomocą, abyśmy mogli złamać siłę burżuazji. (...) Nie jesteśmy Rosjanami, jesteśmy narodowym Związkiem, który siebie i cały świat chce oswobodzić. (...) Celem naszym jest wyzwolenie ludu, wyzwolenie robotnika i wyzwolenie całego świata. (...) Komu rzeczpospolita robotnicza jest drogą, ten złączy się z nami (wybrane wątki na podstawie oryginalnego tekstu przemówienia przetłumaczonego przez Sylwestra Bizana)

Na podstawie rozkazu nr 3 z dnia 18 sierpnia komisarza 12 Dywizji Strzelców Niekrasowa ogłoszono, że wszelką władzę w mieście i okolicy wykonuje odtąd tymczasowy wojenny komitet rewolucyjny w składzie: Julian Wendrich (alias Felski), Antoni Galeja, Hans Schielke, Feliks Bieliński i Richard Felski.
Oceniając 3 dniową okupację Brodnicy przez bolszewików należy przyznać, że odbyła się ona bez większych kłopotów i strat dla mieszkańców miasta, nie zapominając o rannych i kilku ofiarach śmiertelnych wśród ludności cywilnej oraz zniszczeniu paru domów i zabudowań gospodarczych podczas ataku z 15 sierpnia. Kilku przedstawicieli mniejszości niemieckiej zdemolowało także budynek Magistratu.

## Kontrofensywa wojsk polskich spod Jabłonowa Pomorskiego

### Wojska

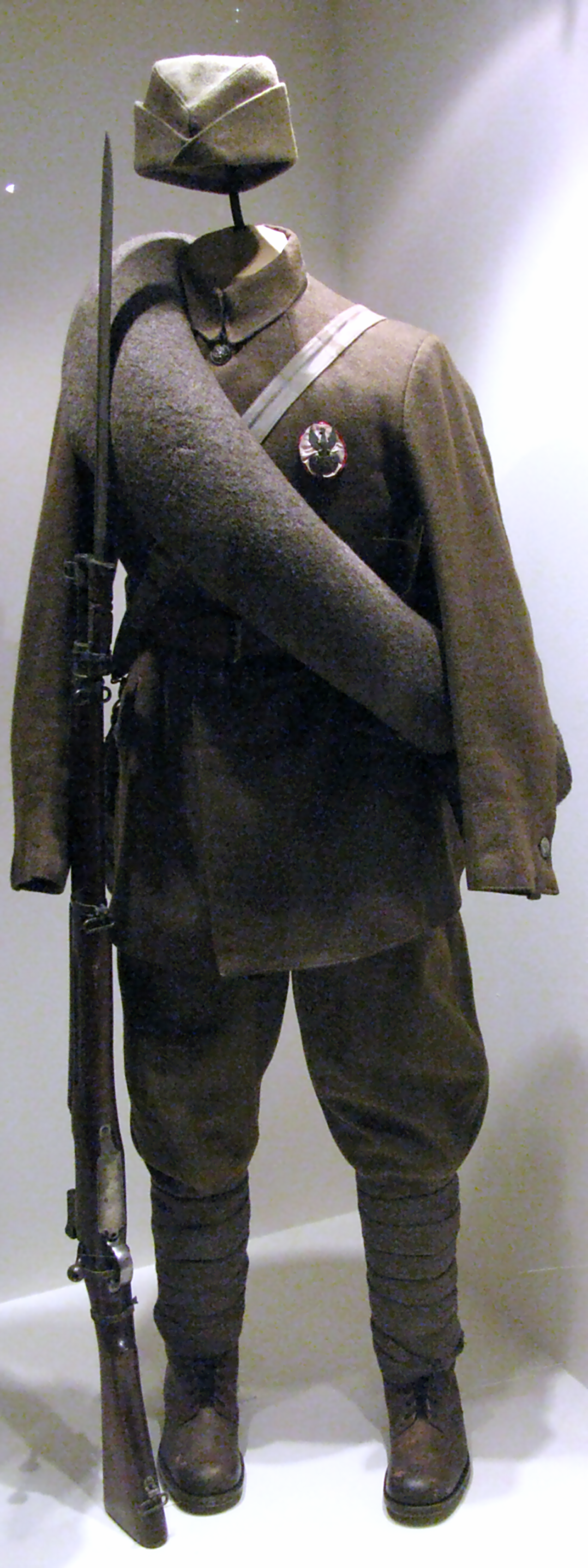
Mundur polskiego ochotnika z 1920

#### Polacy
- II batalion 362 pp
- II i III batalion z 359 pp
- 2 i 3 bateria 214 pap z Poznania
- 215 pułk
- kompania szturmowa gen. Bolesława Roji (80 bagnetów)
- 2 plutony km. straży granicznej (każdy po 20 żołnierzy)
- konny pluton 5 pułku strzelców konnych (18 koni)
- 5 szwadron spieszony 3 pułku strzelców granicznych (100 żołnierzy)
- szwadron spiesz. 3 p. str. gran. (69 żołnierzy), 2 k. m.. straży granicznej (30 żołnierzy)
- 3 szw. spieszony straży gran. (80 żołnierzy)
- 2 plutony (2 km) straży gran. (30 żołnierzy)
- resztki baonu majora Mariana Krudowskiego (55 żołnierzy)
- szwadron spiesz. 3 p. str. gran. (90 żołnierzy)
- szwadron konny (50 koni), I pluton (I K. M.) str. gran. (15 żołnierzy)
- pociąg pancerny Nr 8 „Wilk” eks - „Rozwadowczyk” z 80-osobowym oddziałem z kompanii szturmowej por. Szramka
- improwizowany pociąg wywiadowczy „Wilczek” pod dowództwem byłego powstańca wielkopolskiego ppor. Jana Pijarowskiego (4 km z obsługą oraz 30 żołnierzy piechoty), zbudowany prawdopodobnie w Grudziądzu lub Inowrocławiu z parowozu i 2 wagonów towarowych obitych blachą i obłożonych workami z piaskiem
- kilka samolotów szkolnych, które dokonały m.in. bombardowania taborów wroga w okolicach Lipna

W sumie 3 bataliony piechoty, 3 baterie artylerii, pułk ułanów (w połowie spieszony), 6 słabych kompanii piechoty; razem około 2,5 tys. żołnierzy, 30 cekaemów, 14 dział polowych. 2 tys. żołnierzy nie posiadało doświadczenia bojowego, oddziały pozbawione były sprzętu telefonicznego, a także wsparcia wyszkolonych zwiadowców i obserwatorów artyleryjskich. Radiostacji nie było w ogóle. Wsparcie medyczne zapewniał szpital garnizonowy w Grudziądzu, szpitale powiatowe oraz szpital polowy na dworcu w Jabłonowie Pomorskim.

#### Bolszewicy

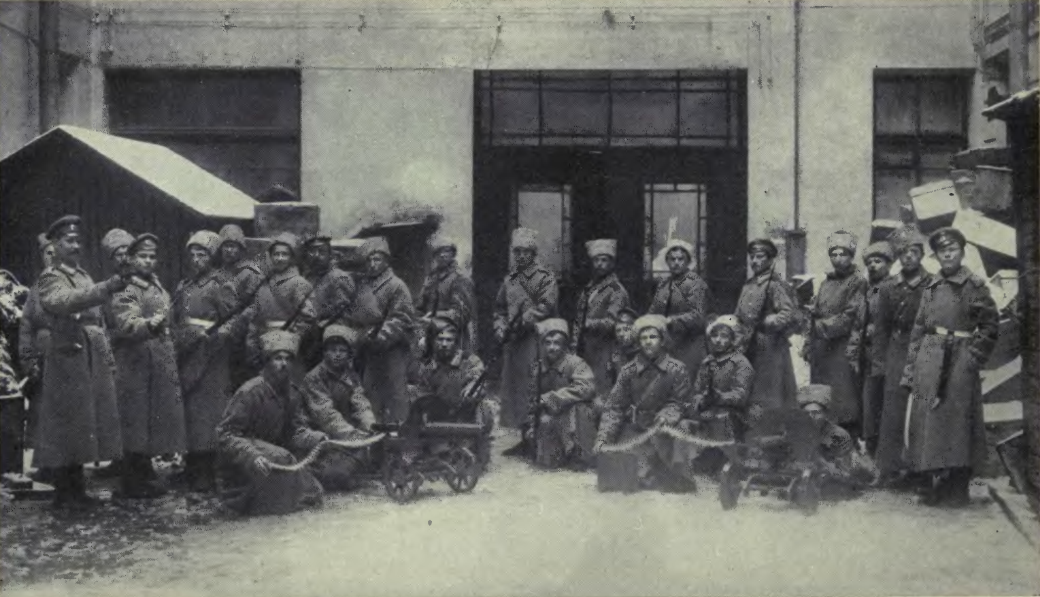
Oddział bolszewicki

Siły bolszewickie to 12 Dywizja Strzelców z 4 Armii pod dowództwem komendanta Rewy w składzie:
- 36 Brygada Strzelców
- 35 Brygada Strzelców
- 34 Brygada Strzelców
- 100 pułk piechoty
- 101 pułk piechoty
- 103 pułk piechoty
- 104 pułk piechoty
- 105 pułk piechoty
- 106 pułk piechoty
- 107 pułk piechoty
- 108 pułk piechoty
- 109 pułk piechoty (siłę pojedynczego pułku bolszewickiego oceniano na 300-400 bagnetów)
- bolszewicy posiadali także dużą liczbę 
* kulomiotów (karabinów maszynowych)
- 2 baterii lekkich (rozlokowanych na południe od Brodnicy)
- 1 baterii ciężkiej (rozlokowanej na wschód od Brodnicy)
- 3 oddziałów kawaleryjskich po 100 koni (w tym 86 pułk kawalerii)

Razem około 3 tys. żołnierzy, 80 ckm-ów oraz kilkanaście dział. Ciężka bateria artylerii znajdowała się na wschód, a 2 lekkie na południe od miasta.

## Bitwa

### Przygotowania

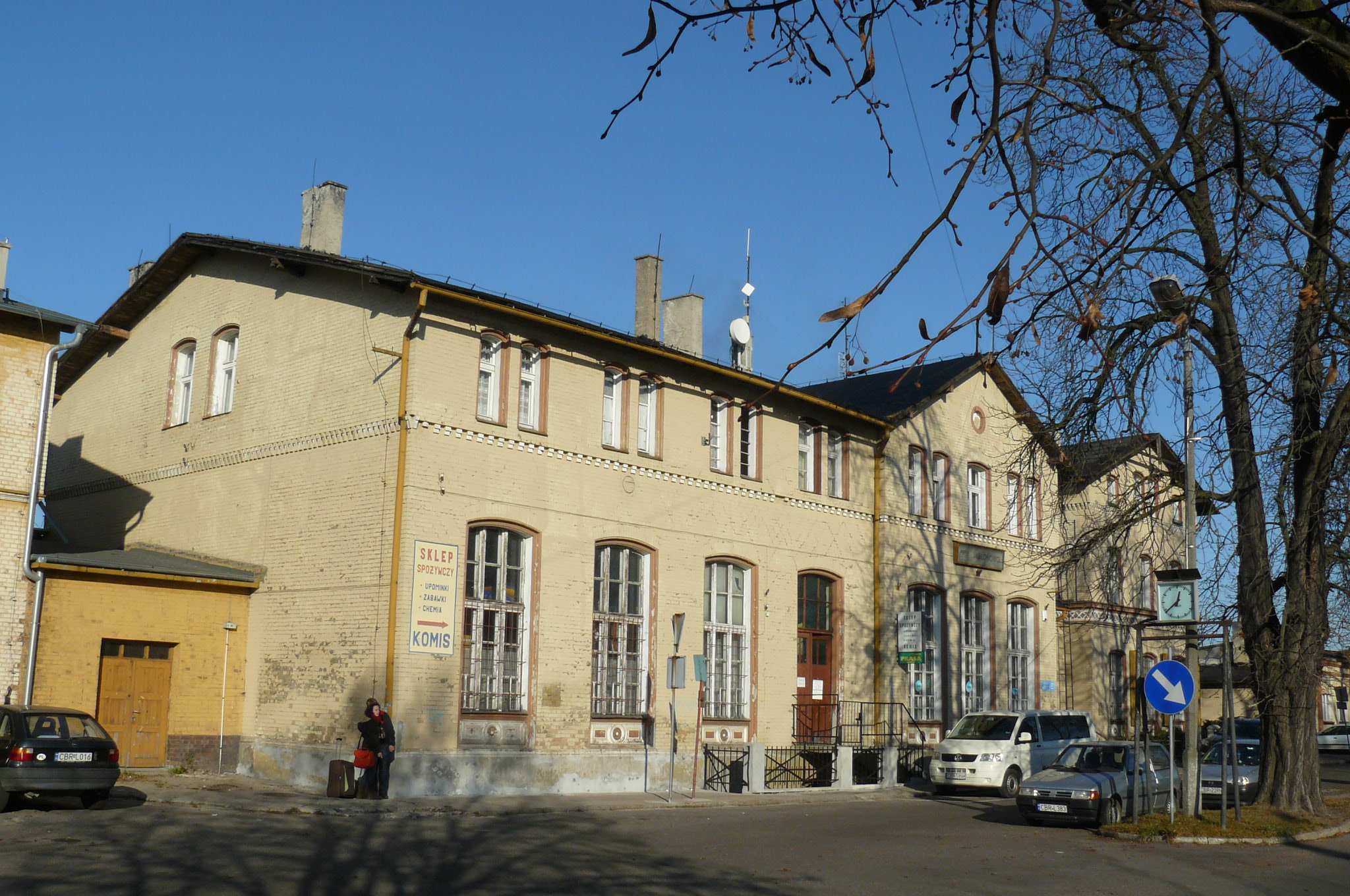
Budynek stacji PKP w Jabłonowie Pomorskim

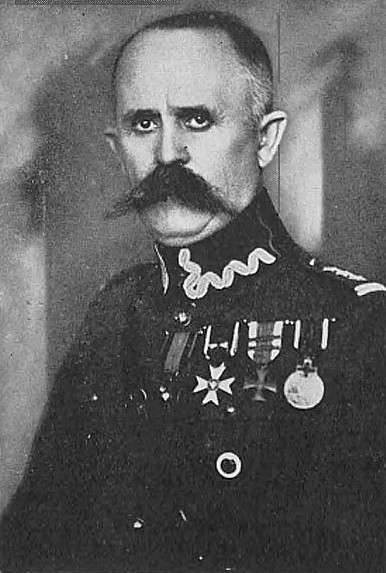
płk Jarosław Aleksandrowicz de Witold

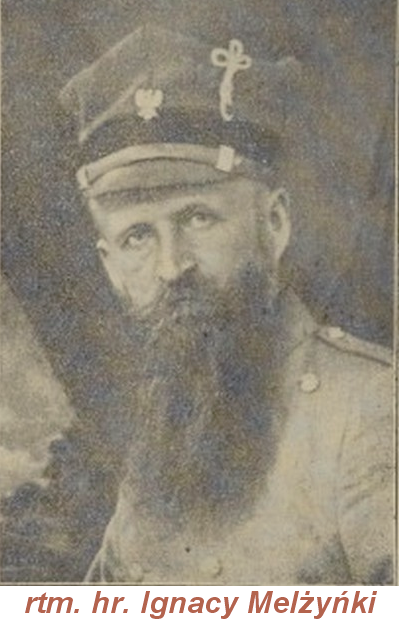
rtm. Ignacy Mielżyński

Bolszewicy po zajęciu Brodnicy obsadzili szosę Rypin-Brodnica artylerią, a piechotę wysunęli aż do Czekanowa. Obsadziła ona wzgórza nad szosą prowadzącą do Jabłonowa Pomorskiego. Pozostałe części ich wojsk pozostały w mieście jako jednostki rezerwowe. 17 sierpnia 36 Brygada zajmowała rejon wsi Kruszyny Szlacheckie, 35 Brygada i 86 pułk kawalerii rejon Mszano-Przerwa, a 34 Brygada ze sztabem 12 Dywizji stała w Brodnicy. Zadaniem dywizji było opanowanie węzłów kolejowych w Jabłonowie i Kowalewie, w tym celu 36 Brygadę skierowano na Jabłonowo, a 34 i 35 – na Kowalewo.
16 sierpnia do Jabłonowa Pomorskiego drogą kolejową przybył płk Jarosław Aleksandrowicz de Witold na czele II i III baonu 359 pp wspartego 2 bateriami 214 pa z Inowrocławia. Forpocztę wojskowego składu kolejowego stanowił pociąg pancerny nr 8 „Wilk”. Zadaniem płk. Aleksandrowicza był jak najszybszy kontratak w kierunku Brodnicy.
W czasie trzygodzinnej narady, która miała miejsce 17 sierpnia o godz. 17:00 w Hotelu Dworcowym w Jabłonowie Pomorskim (zlokalizowanym naprzeciwko stacji PKP) ustalono, że atak rozpocznie się 18 sierpnia o godzinie 4 rano. W czasie jej trwania minowano także rtm. Ignacego Mielżyńskiego (dowódcę 215 puł) szefem sztabu. W radzie udział wzięli także płk Habich (mianowany dowódcą odwodu taktycznego), ppor. J. Garnecki (adiutant rtm. I. Mielżyńskiego), mjr Lutomski (dowódca 359 pp), por. Bartkowski (dowódca dywizjonu 214 pap), ppor. Rembowski (dowódca 2 szwadronu 215 puł) i por. Ciążyński (dowódca 1 szwadronu, mianowany czasowo dowódcą całego pułku).
Polskie siły główne (2 bataliony piechoty w 2 rzutach (II/359 i II/362), jeden szwadron kawalerii (nr 2) i 2 baterie art. polowej), wzmocnione pociągiem „Wilczek”, miały uderzyć na Brodnicę od Jabłonowa, natomiast pomocniczym kierunkiem natarcie od Golubia ku Brodnicy miały wykonać 2 szwadrony liniowe i szwadron km-ów 215 p. ułanów. Zadanie grupy uderzającej od Golubia polegało na związaniu możliwie jak największych sił wroga i wyjście na tyły i skrzydło pozycji rosyjskich pod Czekanowem. Wspierający działania na tym kierunku pociąg pancerny „Wilk” miał za zadanie absorbować na sobie uwagę artylerii sowieckiej. Osłonę grupy uderzeniowej od wschodu miał zapewniać jeden szwadron 215 pułku, poruszający się po linii Górale – Mieliwo – Zbiczno – Żmijewo. Odwód taktyczny (pozostałości Grupy „Działdowo”) skoncentrowany był w Jabłonowie wraz z towarzyszącą mu 6 baterią 16 pap.

### Działania bojowe „Wilczka”, „Wilka” i 215 puł.
18 sierpnia działania bojowe jako pierwszy rozpoczął pociąg wywiadowczy „Wilczek”, który o 4:00 udał się na zwiad do stacji Najmowo. O godzinie 7:00 rano nawiązał kontakt wzrokowy z oddziałami kawalerii nieprzyjaciela. Ppor. J. Pijarowski (dowódca składu) podjął decyzję o nie podejmowaniu walki i wycofaniu składu o 3 km na północny zachód od Najmowa, gdzie natrafił na 2 szwadron 215 p. ułanów, za którymi podążali płk. Aleksandrowicz i mjr. Lutomski, dowódca 359 pp. Po krótkiej naradzie 3 oficerów zapadła decyzja o wypadzie „Wilczka” na wieś Kruszyny Szlacheckie. Tam skład natknął się na oddział bolszewików. Pijarowski mniemając, że ma do czynienia z nielicznym przeciwnikiem, wydał kapralowi Kuczkowskiemu i jego 7 żołnierzom rozkaz zastąpienia drogi bolszewikom, sam natomiast otworzył do nich ogień z ckm-u. Bolszewicy zaskoczeni nagłym pojawieniem się Polaków salwowali się ucieczką w stronę pobliskich zabudowań, jednak już po chwili odpowiedzieli ogniem 6 ciężkich karabinów maszynowych. Dowódca oszacował siły wroga na 3 kompanie. Po krótkiej walce dowódca „Wilczka”, mając na uwadze uszkodzoną lokomotywę, rannego maszynistę i 7 żołnierzy wziętych do niewoli bolszewickiej w czasie wypadu kaprala Kuczkowskiego, nakazał odwrót do stacji Jabłonowo Pomorskie. Natomiast do akcji przeciwko bolszewikom wkroczył 2 szwadron 215 p. ułanów oraz pociąg z III baonem 359 pp, stojący dotąd na stacji Konojady.

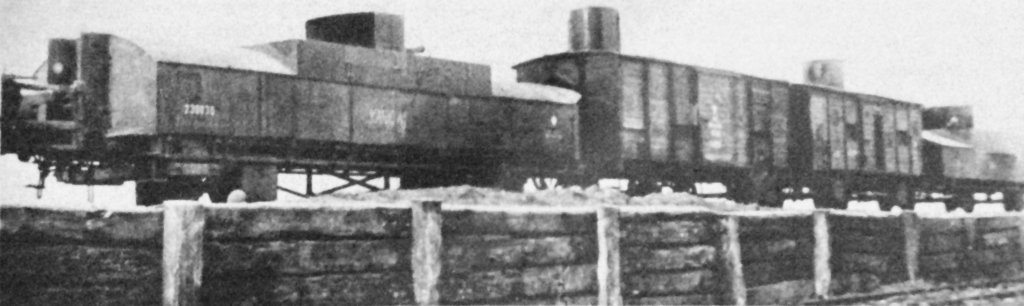
Polski improwizowany pociąg pancerny z 1920 r.

Improwizowany pociąg wywiadowczy „Wilczek”, po uzupełnieniu strat w Jabłonowie Pomorskim, powrócił do boju, dokonując wypadów w stronę nieprzyjaciela. U zbiegu linii z Golubia i Jabłonowa zmuszony został do postoju, spowodowanego zniszczeniem toru. Przy jego naprawie wzięła udział miejscowa ludność.
O godzinie 22:00 „Wilczek” wjechał na stację w wyzwolonej Brodnicy, a następnie posunął się jeszcze 2 km w kierunku Działdowa. O 23:30 udał się w drogę do Jabłonowa w celu złożenia meldunku szefowi grupy.
Natomiast pociąg pancerny „Wilk” posuwał się w kierunku Brodnicy od strony Kowalewa i Golubia z zadaniem nękania wroga od wschodu i południa. Ciężkie boje prowadził zwłaszcza na wysokości wsi Niewierz, gdzie wspierał w walce z bolszewikami por. Ciążyńskiego dowodzącego 1, 3, 4 szwadronem 215 puł oraz szwadronem karabinów maszynowych, przesuwającego się z Jabłoniowa przez Lembark – Wielkie Kruszyny – Małki – Niewierz. Po osiągnięciu Drwęcy 4 szwadron 215 pułk sforsował rzekę i skierował się do Osieka na południe od Brodnicy, dokonując oskrzydlenia 12 Dywizji Strzeleckiej od południa, pozostawiając jej jedyną wolną drogę na wschód, w kierunku Działdowa, i odcinając zarazem od 3 Korpusu Konnego Gaj-Chana.

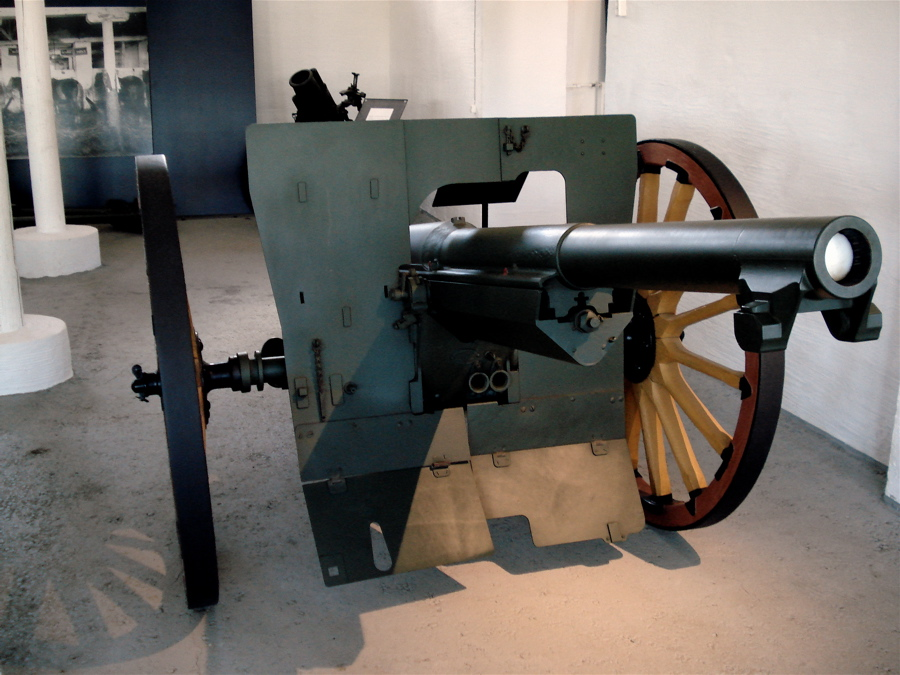
Armata 75 mm wz. 1897

### Działania bojowe polskiej artylerii
2 bateria 214 pap pod dowództwem por. Bałatowskiego wkroczyła do walki pod Grzybnem, gdzie kilkoma salwami zniszczyła stanowiska nieprzyjaciela, a następnie oddała salwy w kierunku lasu za Drużynami. Po zwycięskiej walce piechoty artyleria została przesunięta i od godziny 16:30 ostrzeliwała wschodnią część Brodnicy.
Po wkroczeniu piechoty na przedmieścia miasta polscy artylerzyści z 3 baterii pod dowództwem ppor. Szulca zniszczyli ogniem bolszewicką baterię rozlokowaną na wzgórzu 136 na południowy zachód od Cieląt. Krótko po tym 2 bateria została przemieszczona na skrzyżowanie szos prowadzących z Kowalewa i Jabłonowa. Około 18:30 od strony Szabdy została ona zaatakowana przez znaczne siły bolszewickie, próbujące wyjść z okrążenia po odparciu ataków pociągu pancernego „Wilk” i 215 puł. Szczęśliwie z pomocą przyszła jej 3 bateria. Sytuacja po ciężkiej walce została opanowana.

### Działania bojowe 359 pp i 362 pp
Od godziny 4 rano szosą w kierunku Brodnicy nacierał II baon 359 pp kpt. Podolskiego oraz baon ochotniczy 362 pp. Marsz piechoty na szpicy zabezpieczała kawaleria (70 konnych i 60 pieszych). Około godziny 9:00 szpica kawaleryjska natrafiła na nieprzyjaciela i pod ciężkim ogniem karabinów maszynowych wycofała się. Do natarcia na wieś Wichulec ruszył I baon 359 pp kapitana Podolskiego. Na lewej flance oskrzydlenia bolszewików dokonała jej 5 i 8 kompania pod dowództwem por. Kaczora, której zadaniem było natarcie wschodnim brzegiem jeziora Oleśno w kierunku drogi Bobrowo-Grzybno. W czasie walk ppor. Kaczor został ciężko ranny.
W walkach pod Grzybnem wsławił się miejscowy ksiądz dziekan Rydlewski, który idąc na czele wojska okrzykami: „Za mną chłopcy” zagrzewał żołnierzy do walki.
III baon 359 pp pod dowództwem ppor. Reiske na odgłos walki dochodzący z miejsca operowania II baonu 359 pp wkroczył do akcji bojowej. Dowódca nakazał wyładunek wojska z wagonów kolejowych na otwartym polu między Najmowem a Konojadami i rozwijając wojska w tyralierę ruszył do walki. Przed frontem polskich wojsk co rusz pojawiał się płk Aleksandrowicz, podtrzymując ducha walki i podrywając żołnierzy do ataku. Bolszewicy widząc, że tym razem mają do czynienia z doborowymi jednostkami armii polskiej uderzającymi na nich z szalonym impetem, zaczęli się cofać na linię Kolonia – Bobrowo – Grzybno, aż do toru kolejowego przy Kruszynach. Po opanowaniu paniki w swoich szeregach przystąpili do kontrnatarcia, lecz dzięki wspaniałej postawie mjr. Lutomskiego o godzinie 13:30 wróg został odparty. Dalsza walka toczyła się ze zmiennymi losami, szala zwycięstwa przychylała się co i rusz z jednej na drugą stronę. Jednak dzięki walecznej postawie dowódców, użyciu najsurowszych środków dyscyplinujących (zastrzelono uciekającego z pola bitwy żołnierza narodowości żydowskiej)  i po dokonaniu uzupełnienia 2 świeżymi kompaniami I baonu 362 pp pod dowództwem ppor. Winnickiego stroną przeważającą zostali Polacy. Wojska polskie (9 kompania ppor. Szwarca i 12 kompania 362 pp) zdobyły Kruszyny Szlacheckie i Anielewo.
Do kolejnego starcia z bolszewikami doszło we wsi Żmijewo i Żmijewko, gdzie zdążyli się oni już okopać. Po ciężkich walkach na bagnety o godzinie 14:00 obie pozycje wroga były zdobyte (12 bolszewików poległo, 9 wzięto do niewoli), a sztab bolszewików zmuszony został do opuszczenia Żmijewa i przeniesienia się do wsi Karbowo (majątek). Bolszewicy widząc operujących w Żmijewku 40 ułanów sierżanta Stanikowskiego, których wcześniej szef sztabu rtm. Mielżyński wysłał na lewe skrzydło, bojąc się oskrzydlenia opuścili Karbowo i rzucili się do ucieczki w kierunku lasu nad jeziorem Bachotek. Podczas ucieczki poznańscy ułani zadali im dotkliwe straty. Zdobyto 6 wozów, 2 konie i 80 skrzyń amunicji, a 500-osobowy oddział bolszewicki wsparty 50 kozakami przestał istnieć.
W dalszej części bitwy do ciężkich walk doszło także w okolicach wzgórz na północ od jeziora Niskie Brodno, gdzie oddziały 359 pp i 362 pp pod dowództwem mjr. Lutomskiego w potyczce na bagnety rozgromiły siły bolszewickie w sile 400 ludzi. Wyzwolono Szabdę i ruszono na Brodnicę, po zajęciu miasta mjr. Lutomski rzucił oddziały na Szczukę i Cielęta.
Ciężkie walki prowadziła także 10 i 11 kompania por. Reiske, która po przekroczeniu toru kolejowego i ruszeniu w kierunku miasta dostała się pod silny ogień z młyna. Dzięki odważnej postawie porucznika obiekt ten zdobyto. Żołnierze z tratew zbudowali pomosty przeprawili się przez Drwęcę i po przejściu Michałowa ruszyli w stronę Cieląt.

### Wyzwolenie Brodnicy

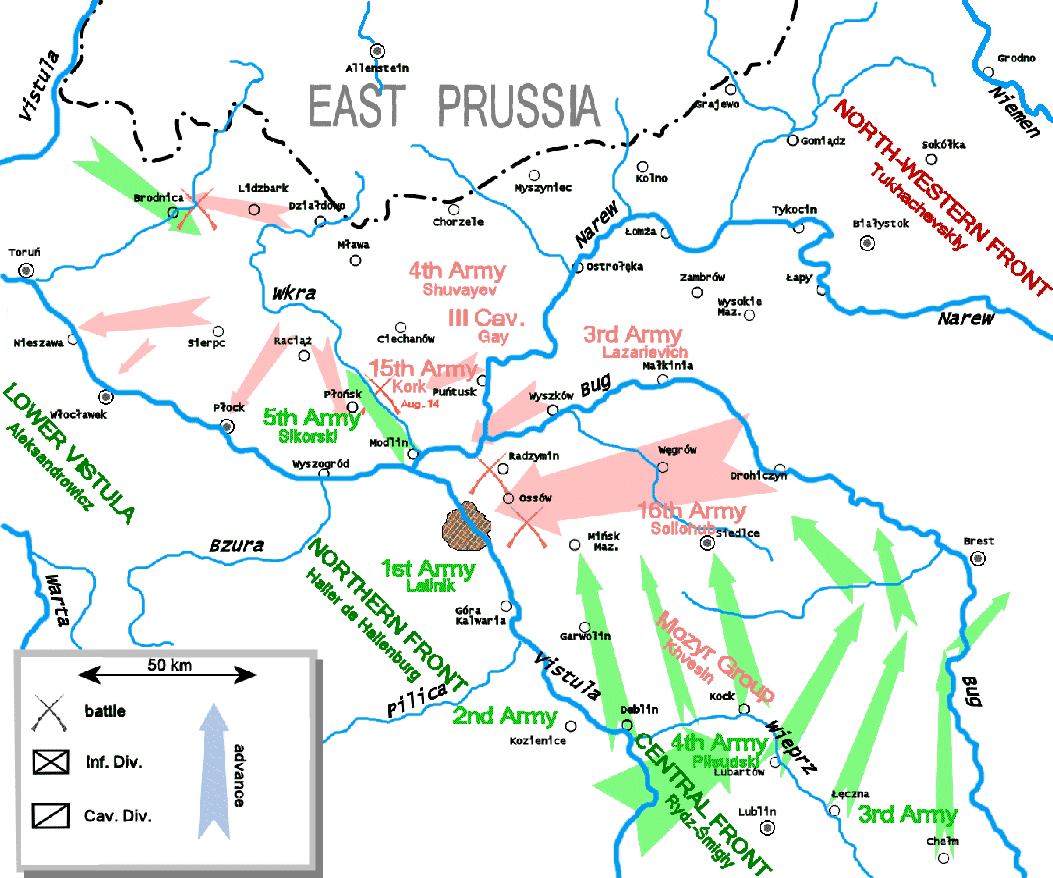
Bitwa pod Brodnicą na planie bitwy warszawskiej

Wojska polskie około godziny 14:00 wtargnęły do miasta. Ogarnięci paniką bolszewicy, porzucając broń i zrabowany dobytek rzucili się do ucieczki przez most w stronę ul. Mazurskiej, a nawet wpław, i dalej szosą na Cielęta. Dopiero tam rosyjscy dowódcy opanowali sytuację i zorganizowali linie obronne. Tymczasem wojska polskie wlewały się do miasta witane serdecznie przez mieszkańców Brodnicy. Po krótkim odpoczynku Polacy przypuścili szturm w kierunki Szczuki i Cieląt. Pod Cielętami ok. godziny 21:00 pod huraganowym ogniem nieprzyjaciela jeden z oficerów baonu ochotniczego 362 pp wydał komendę „W tył zwrot”, co doprowadziło do paniki w polskich szeregach i ucieczki całego lewego skrzydła. Pomyłka ta mogła doprowadzić do klęski w bitwie brodnickiej, jednakże bolszewicy nie wykorzystali zamieszania w polskich szeregach, które wnet zostało opanowane przez ppor. Reiske, który rzucił się w pogoń za uciekającymi żołnierzami i w Michałowie strzałami i krzykiem zmusił ich do zatrzymania.
Po przegrupowaniu się w Michałowie zarządzono powtórny atak na Cielęta. Tym razem wieś o godzinie 22:00 została zdobyta, a mieszkańcy Brodnicy mogli cieszyć się już w pełni wolnością.
W tym czasie mjr Lutomski uzyskał informację o rzekomych znacznych siłach bolszewickich, mających zagrażać wojskom polskim przebywającym w mieście odcięciem od sztabu grupy w Jabłonowie. Doniesienia te nie potwierdziły się, a rzekome zgrupowania bolszewików okazały się rozbitymi grupami maruderów.

### Skutki militarne bitwy
W bitwie rozbitych zostało 7 pułków nieprzyjaciela. Zdobyto 3 sztandary, 21 karabinów maszynowych, wielu jeńców, amunicji i wozów.
Według relacji zamieszonej przez korespondenta wojennego w Kurierze Poznańskim (nr 200 z 1 września 1920). Bitwa pod Brodnicą stoczona przez oddziały wielkopolskie i pomorskie, była najważniejszym momentem w walkach z bolszewikami na Pomorzu. (...) Dzięki tej bitwie zdołano w szybkim tempie zająć Lidzbark i Działdowo, nawiązując na południe od tej miejscowości łączność z armią gen. Sikorskiego, zamykając w ten sposób krąg, otaczający nieprzyjaciela. (...) Całe masy wojsk bolszewickich zmuszono do przejścia granicy pruskiej, odcinając je od rosyjskich sił głównych.

### Straty ekonomiczne w powiecie brodnickim
Rada Powiatowa oceniła skutki inwazji bolszewickiej na 200 milionów marek.

## Zobacz też

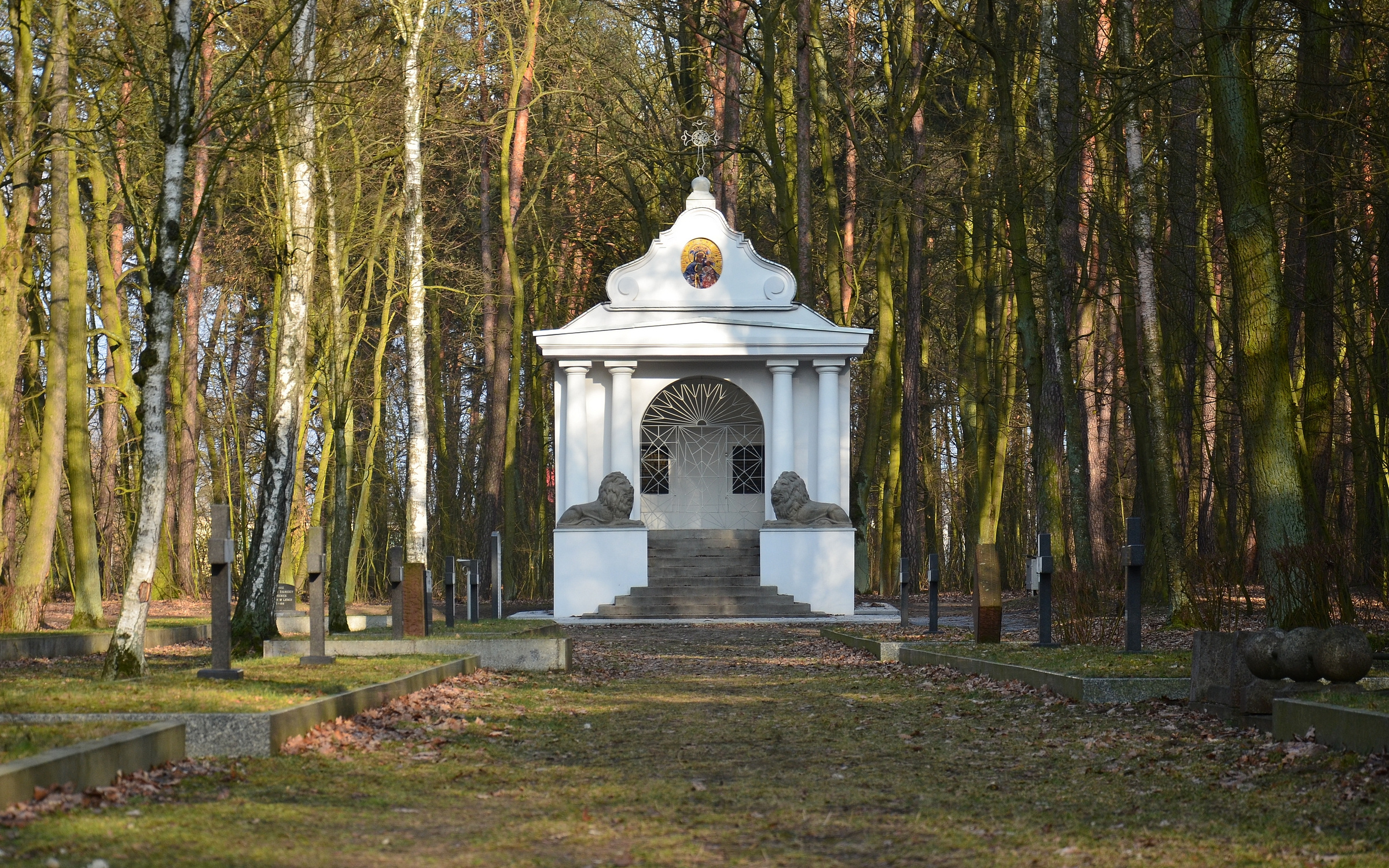
Kaplica na cmentarzu wojskowym w Brodnicy upamiętniająca poległych polskich żołnierzy, którzy zginęli w bitwie z bolszewikami.